# Good Girl Gone Bad: Reloaded
Albums de Rihanna
Good Girl Gone Bad Good Girl Gone Bad: The Remixes
Good Girl Gone Bad Reloaded est la réédition du troisième album de la chanteuse de pop Rihanna : Good Girl Gone Bad, sorti en 2007.

## Titres
1. Umbrella (featuring Jay-Z) — 4 min 36
2. Push Up On Me — 3 min 15 — (producteur: Jonathan "JR" Rotem)
3. Don't Stop the Music — 4 min 27
4. Breakin' Dishes — 3 min 20
5. Shut Up and Drive — 3 min 32
6. Hate That I Love You (featuring Ne-Yo) — 3 min 39
7. Say It — 4 min 10
8. Sell Me Candy — 2 min 45
9. Lemme Get That — 3 min 41
10. Rehab — 4 min 55
11. Question Existing — 4 min 07
12. Good Girl Gone Bad — 3 min 35
13. Disturbia— 3 min 58
14. Take a Bow — 3 min 50
15. If I Never See Your Face Again (featuring Maroon 5) — 3 min 17

## Singles officiels
- 2007: Umbrella (featuring Jay-Z)
- 2007: Shut Up and Drive[1]
- 2007: Don't Stop the Music
- 2007: Hate That I Love You (featuring Ne-Yo)
- 2008: Take a Bow
- 2008: If I Never See Your Face Again (Maroon 5 featuring Rihanna)
- 2008: Disturbia
- 2008: Rehab